# Tetra červenoploutvá
Tetra červenoploutvá (Aphyocharax anisitsi) je sladkovodní rybka, tvarem podobná tetře měděné (Hasemania nana). Českým synonymem je tetra Anisitsova

## Popis a charakteristika
Trup tohoto druhu je nízký štíhlý a vřetenovitě protáhlý. Zbarvení těla je modro stříbřitě třpytivé s olivově zelenkavým zbarvením hřbetních partií. V horní části hlavy nad skřelemi je zřetelná olivově zářivá skvrna, která může přecházet až na skřele, a často se rozprostřeně protahuje do ztracena na boky trupu až pod postranní čáru. Ploutve hřbetní, ocasní, řitní a částečně prsní jsou na kořenech jasně červeně zbarvené. U řitní ploutve červená báze mnohdy přechází až na trup, červená skvrna na ocasní ploutvi je oblá a zasahuje až k výkroji ploutve. Jen prsní ploutve a tuková jsou čiré. Čiré jsou rovněž okraje hřbetní, horní a dolní lalok ocasní ploutve. Bezbarvý je i celý okraj řitní a břišní ploutve, pouze jejich špičky jsou zbarveny bíle.
Hejnové hbité a všežravé rybky, které vyžadují dostatek prostoru k plavání. Dospělí jedinci dosahují délky 40 až 55 mm. Dožívá se v domovině až 5 roků.
- Sameček: je štíhlejší, má tělo protáhlejší. Samečci mají ploutve výrazněji zbarvené a na řitní ploutvi má pouhým okem neviditelný háček.
- Samička: je nepatrně větší plnější a má ploutve zřetelně méně vybarvené, někdy pouze jen s nepatrným červenavým nádechem.

## Rozšíření
Pochází z Jižní Ameriky a přirozenými lokalitami výskytu jsou povodí řek La Plata v Argentině a Uruguaye a dále povodí řeky Paraná vč. přítoků na území Paraquaye a Brazílie.

## Chov
- Kyselost: pH 5,5 - 8,0
- Tvrdost: 5 - 28° dGH
- Teplota: 18 - 28 °C

Volíme střední až velkou nádrž minimálně by měla mít objem 60 litrů a délkou alespoň 50cm, hustě osázenou, prosvětlenou, s možností volného pohybu v horní a střední část nádrže pro plavání. V době tření se barvy u samců obzvláště zvýrazňují. Jsou to ryby hejnové, nenáročné, klidné a snášenlivé, vhodné do společnosti typově podobných ryb, žijící v houfech. Není choulostivá na transport. Jako většina tetrovitých je všežravec - potravou jsou nitěnky, roupice, pakomáří larvy a tzv. patentky, koretry, (perloočky, dafnie, buchanky, a to živé nebo i mražené, apod.) a suché vločkové krmivo. Krmit je lépe méně, ale častěji, potrava by měla být pestrá. Má hodně ráda jemnolisté rostliny. Rostlinná složka v potravě je také důležitá. Občas by tedy mělo být součástí i rostlinné krmivo.

## Rozmnožování
Pro odchov volíme nádrže menší až střední velikosti, spíše nižší a delší (až 50 cm). Voda normální, odstátá s teplotou 26-28 °C, polotvrdá 7 - 12° dGH, slabě kyselá, asi pH 6,5-6,8. Rybky se vytírají do jemnolistých rostlin. Přesto se na dno vytíračky doporučuje vytírací rošt nebo např. velkooká síťka natažená na nosnou konstrukci, apod. Ryby ihned požírají svoje jikry, proto je neprodleně po vytření odlovíme. Chovný pár nasazujeme ke tření do odchovné nádrže navečer. Tření probíhá v jemnolistých volně plovoucích rostlinách obvykle v ranních hodinách a výtěry dosahují obvykle počtu 300 - 500 jiker. Oplozené jikry padají ke dnu. Plůdek se líhne přibližně po 30 hodinách a první dny života visí na rostlinách a na skle nebo na dně, kde tráví vaječný váček. Po rozplavání krmíme živou drobnou potravou. Potěr rychle roste a snadno se odchová. V prvních týdnech je poněkud choulostivý na přelovování, proto se doporučuje pravidelná částečná výměna vody. K doplňování vody je lépe použít vodu z chovného akvária, nebo starou odstátou a převařenou, nikdy ne čerstvou vodovodní. Podmínkou úspěšného odchovu u veškerého potěru je úzkostlivá čistota v odchovné nádrži. Pokud je potěru hodně je vhodné ho po několika týdnech přelovit do větší nádrže, případně použít dvě nebo i více odchovných nádrží, kde se udrží snadněji čistota vody.